# Dorcathispa bellicosa
Dorcathispa bellicosa es una especie de insecto coleóptero de la familia Chrysomelidae.
Fue descrita científicamente en 1841 por Guérin-Menéville.